# Superamas du Serpentaire
Superamas
Le superamas du Serpentaire, ou superamas d'Ophiuchus, est un superamas de galaxies situé à environ ∼ 370 millions d'a.l. (∼ 113 Mpc) dans la constellation du Serpentaire,. Il forme la limite arrière du vide du Serpentaire et pourrait être connecté par un filament galactique au superamas du Paon-Indien et au superamas d'Hercule. 
Centré sur l'amas du Serpentaire, le superamas du Serpentaire intègre au moins deux autres amas de galaxies, quatre groupes de galaxies ainsi que plusieurs autres galaxies satellites.
En février 2020, des astronomes affirment qu'une cavité de 100 millions d'années-lumière de ce superamas résulterait de l'éjection d'environ 270 millions de masses solaires d'un trou noir supermassif, ce qui constituerait la plus grande explosion de l'histoire de l'Univers depuis le Big Bang,,,.
La galaxie centrale de cet amas se nomme NeVe 1.

## Découverte
Le superamas du Serpentaire a été découvert par Ken-ichi Wakamatsu, de l'université de Gifu, et Matthew Malkan en 1981 lors d'un relevé astronomique d'amas globulaires.